# Dmitry Badiarov
Dmitry Badiarov (russisch Дмитрий Бадьяров, Dmitri Badjarow; * 1. Juli 1969 in Naltschik, Kabardino-Balkarien) ist ein russischer Geiger und Geigenbauer im Bereich historische Aufführungspraxis.

## Leben und Wirken
Dmitry Badiarov erhielt mit acht Jahren in seiner Heimat ersten Violinunterricht bei Semyon Ziskind. Ab dem 15. Lebensjahr verzog er nach Leningrad, am dortigen Konservatorium studierte er bei Mark Kommisarov und Oleg Shoulpiakov moderne Violine. Schon früh erhielt er parallel eine Ausbildung im Geigenbau in seinem Geburtsort durch Vladimir Oiberman und ab dem 19. Lebensjahr von Vladimir Yakimenko. Nach seinem Militärdienst studierte er bei Sigiswald Kuijken am Königlichen Konservatorium Brüssel Barockvioline und historisch informierte Aufführungspraxis bei Peter Van Heyghen. Seit 1995 wirkte er in zahlreichen Barockensembles als Geiger, so bei „Il Fondamento“, „Mito dell’Arco Quartet“, „Den Haag Baroque“, Bach Collegium Japan, dem kanadischen Ensemble „Les Boréades“, „Il Gardellino“, „Les Talens Lyriques“ oder als Konzertmeister bei „Les Muffatti“, außerdem gehörte er jeweils mehrere Jahre zur Stammbesetzung von La Petite Bande und dem Ricercar Consort unter Philippe Pierlot.
1997 nahm Badiarov während fünf Monaten an einem Meisterkurs an der Geigenbauschule in Mailand teil und entwickelte danach durch Zusammenführung von Geigenbau und Historischer Aufführungspraxis eine eigene Philosophie, die auch auf der Basis von historischen Dokumentationen zu seinem persönlichen Geigenbaustil führte.

## Violoncello da Spalla

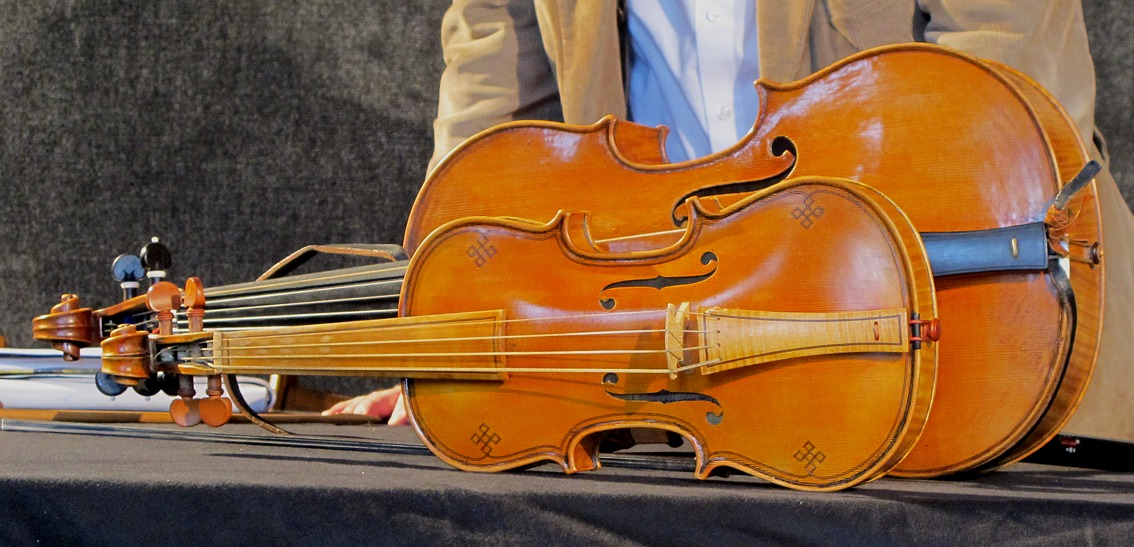
Badiarov-Violine Modell ca. 1650 und Violoncello da spalla

Gemeinsam mit Sigiswald Kuijken ist er aktiver Protagonist des Violoncello da spalla, welches er 2004 auf Grundlage historischer Beschreibungen in seiner Brüsseler Werkstatt rekonstruierte. Durch ständige Weiterentwicklung des Instrumentes, auch in enger Zusammenarbeit mit dem italienischen Saitenhersteller Mimmo Peruffo (Aquila), perfektionierte er die Klangästhetik und Ausgewogenheit des Instrumentes, von dem inzwischen rund 15 von Musikern, die vielfach aus dem Umfeld der La Petite Bande stammen, gespielt werden. Seit 2004 ist er als Solist auf diesem Instrument in Japan, Mexiko und zahlreichen europäischen Ländern in Erscheinung getreten.
Ebenfalls im Auftrag der Kuijkens stellte er einen Satz Barockviolinen und Bratschen her, die der Bauweise der Schützzeit entsprechen.
Badiarov lebte und wirkte mehrere Jahre in Tokyo, in dieser Zeit war er Gastdozent an der Tokyo National University of Fine Arts and Music und unterrichtete historisch informierten Geigenbau an einer Geigenbauschule Tokio. Derzeit lebt und wirkt Dmitry Badiarov in Den Haag.
Neben mehreren Dutzend CD-Einspielungen mit den oben angegebenen Ensembles spielte Badiarov 2009 für das Label Ramée die Solosuiten BWV 1007-1012 von Johann Sebastian Bach auf dem Violoncello da Spalla ein. Die Aufnahme wurde u. a. mit dem Preis der deutschen Schallplattenkritik ausgezeichnet.